# رولاند فيلا
رولاند فيلا (بالإسبانية: Roland Vila)‏ هو كاتب إسباني، ولد في 6 مايو 1949، وتوفي في 15 مايو 1998.